# McKenzie (Alabama)
McKenzie város az USA Alabama államában, Butler és Conecuh megyében. Lakosainak száma 507 fő (2020. április 1.).

## Népesség
A település népességének változása:

| 2010 | 530 |
| 2020 | 507 |